# Vicente Guerrero kommun, Durango
Vicente Guerrero är en kommun i Mexiko.   Den ligger i delstaten Durango, i den centrala delen av landet, 700 km nordväst om huvudstaden Mexico City.
Följande samhällen finns i Vicente Guerrero:
- Vicente Guerrero
- San Isidro de Murillos
- San Pedro Alcántara
- San José de las Corrientes
- San José del Molino